# Kresnica, Šentilj
Kresnica este o localitate din comuna Šentilj, Slovenia, cu o populație de 135 de locuitori.